# Renata Boero

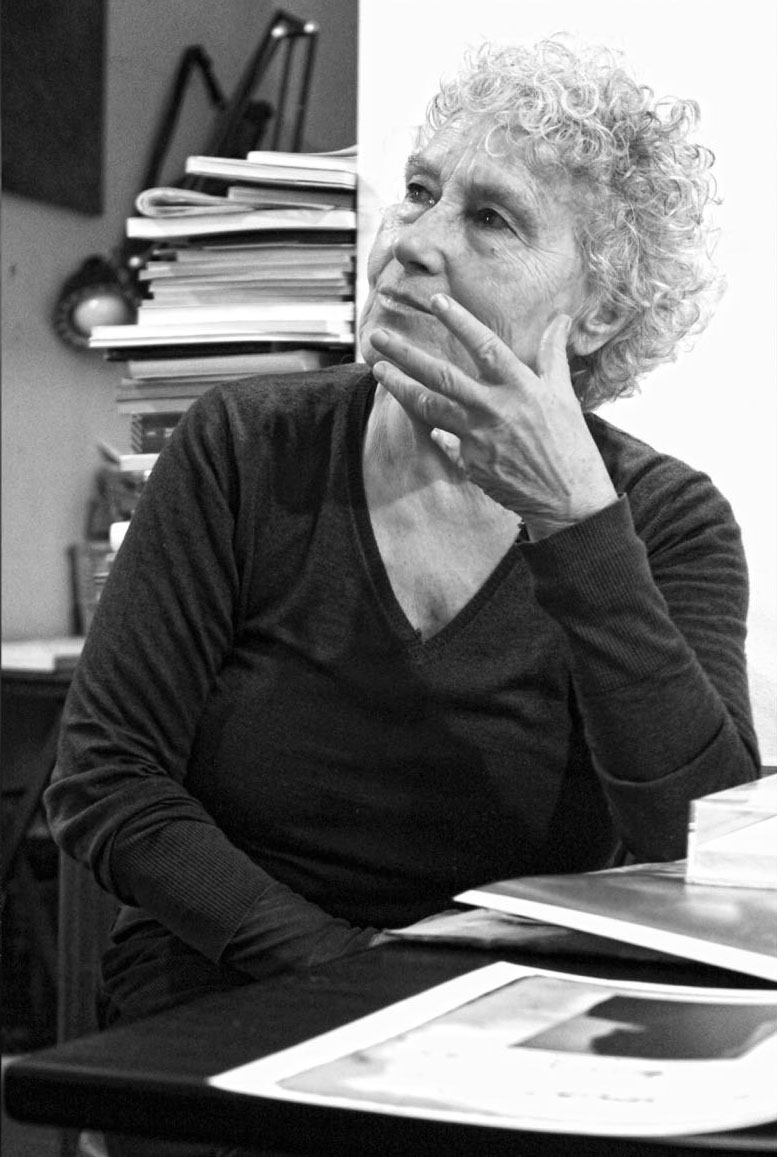
Renata Boero, Foto von Emiliano Zucchini

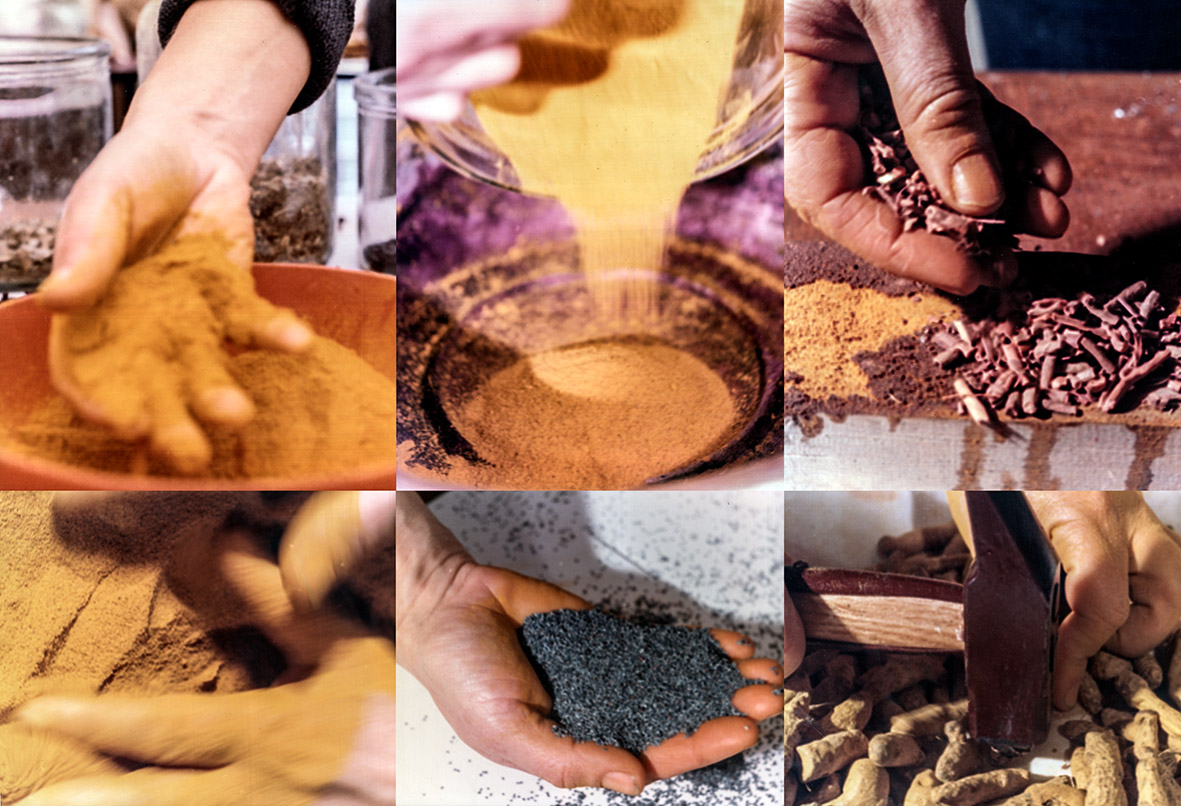
Phasen der Pigmentgewinnung (Bari 1977)

Renata Boero (geboren 21. Dezember 1936 in Genua) ist eine italienische Künstlerin und Hochschullehrerin.

## Leben

### Ausbildung
Boero verbrachte ihre Kindheit in Turin, wo ihr Vater an der Universität Turin Wirtschaftswissenschaften lehrte. Sie studierte zunächst Geisteswissenschaften in der Schweiz und wurde dort in die Schriften C. G. Jungs eingeführt. Anschließend studierte sie Kunst in Genua am Liceo Artistico Nicolò Barabino, wo sie Schülerin des Malers Emilio Scanavino war. Nach dem Studium experimentierte sie zunächst mit Ölmalerei. Von 1960 bis 1964 war sie Assistentin von Caterina Marcenaro, der Direktorin des Museums im Palazzo Ridolfo e Giovanni Francesco Brignole Sale (Palazzo Rosso) in Genua. Boero war an der Restaurierung des Palazzo beteiligt, was sie für ihre weitere künstlerische Arbeit, vor allem für den Einsatz von Naturmaterialien und Pigmenten, entscheidend prägte. Zudem entdeckte sie während der Restaurierungsarbeiten die Wirkung, wenn Gemälde von Rahmen befreit werden. Fortan präsentierte sie ihre Bilder nur noch ohne Rahmen.

### Hochschullehrerin
Ende der 1960er Jahre wurde ihr in Genua der Lehrstuhl für Ornamentales Design am Liceo Artistico Nicolò Barabino übertragen. In den 1980er Jahren trat sie die Nachfolge von Luigi Veronesi als Dozentin an der Nuova Accademia di Belle Arti (NABA) in Mailand an, wo sie den Lehrstuhl für Chromatologie innehatte. 1986 übernahm sie den Lehrstuhl für Malerei an der Accademia di Belle Arti di Brera, ließ sich dauerhaft in Mailand nieder und eröffnete ihr Atelier in der Via Borsieri.
Im Jahr 2005 wurde sie als Gastprofessorin an die University of San Diego in Kalifornien eingeladen. Dort entwickelte sie eine Serie von Aquarellen, die sie in der Ausstellung Borderline an der Universität präsentierte. In den Jahren 2010 bis 2011 hielt sie eine Reihe von Vorträgen in Argentinien und stellte auch dort aus.

### Künstlerin
In ihrer künstlerischen Praxis hat Boero unterschiedliche Zyklen geschaffen: Chromogrammi, Spiegel, Prisenti, Schädel, Holzblau, Architekturen, Keimungen und Ctò-nio-graphie. Sie selbst fasst diese unterschiedlichen Phasen ihres künstlerischen Schaffens zusammen, indem sie sagt, dass sich alle darin gleichen, dass sich die Werke durch natürliche Prozesse verändern. Beccaro betitelt Boeros Werk als „lyrisch-abstrakt“ und hebt die rhythmisierten Formen und erdigen Farben hervor.
1965 begann Boero damit, aus Naturmaterialien wie Wurzeln, Blüten, Samen oder Pflanzengrün Pigmente zu extrahieren, um einen Zyklus von großformatigen Leinwänden mit dem Titel „Cromogrammi“ (wörtlich: Farbschriften) zu schaffen. Sie wurden 1970 in Toulouse auf Einladung des Dichters und Kunstkritikers Jacques Lepage, 1972 in der Galerie Martano in Turin und 1976 im Internationaal Cultureel Centrum (I.C.C.) in Antwerpen ausgestellt. 1974 begann sie mit dem Zyklus „Specchi“ (Spiegel), dem sie sich neben den Cromogrammi zehn Jahre lang widmete. Ihrer eigenen Aussage nach konnte sie damit für ihre Cromogrammi zusätzliche Dimensionen der Freiheit erreichen. Erstmals stellte sie Spiegel 1978 im International Cultureel Centrum in Antwerpen und 1982 auf der Biennale von Venedig aus.
1985 nutzte sie eine zufällige Entdeckung für eine neue Serie. Sie stellte fest, dass die Pigmente einer bestimmten Wurzel sich beim Trocknen blau färbten. So entstand der Zyklus „Blu di legno“ (Holzblau). Daraus wurden die Themen „Architetture“ (Architekturen) und „Enigmi“ (Rätsel) weiterentwickelt. 1988 präsentierte sie in den Musei Civici di Monza und 1992 in der Casa del Mantegna in Mantua ihre künstlerische Entwicklung.
1992 wurde sie von dem Bildhauer Pietro Consagra nach Gibellina eingeladen, wo der Bürgermeister Ludovico Corrao sie bat, eines der „Prisenti“ zu entwerfen. Dabei handelt es sich um große Wandteppiche, die bei Prozessionen getragen werden und die, einer alten Tradition folgend, seit 1981 von Stickerinnen des Ortes unter Mitwirkung von Künstlern hergestellt werden. Boeros „Prisenti“, ein Wandteppich von 200 × 585 cm Größe, wurde aus Leinwand und Schaumstoff gefertigt, die Stickereien bildeten den Grundriss des 1968 zerstörten und nun neu aufgebauten Gibellina ab. Der Wandteppich wurde 1993 auch auf der Biennale in Venedig ausgestellt.
1995 unternahm Boero eine ausgedehnte Reise nach Südafrika und Kenia, wo sie zusammen mit Sarenco Arbeiten mit afrikanischen Künstlern realisierte. Sie begann an dem Zyklus „Skulls“ (Schädel) zu arbeiten. Nach ihrer Rückkehr aus Mali produzierte sie „Africa“, ein Künstlerbuch aus eigenen Werken, mit einer Einführung des Kunsthistorikers Paolo Fossati und Texten von Charles Carrère, einer führenden Persönlichkeit der französischsprachigen afrikanischen Literatur. Das Künstlerbuch wurde in einer Faksimile-Ausgabe des Verlags Eidos veröffentlicht und 1999 auf der Turiner Buchmesse vorgestellt.
In den 2000er Jahren realisierte Boero die Zyklen „Germinazioni“ (Keimungen) und „Ctò-nio-graphie“ (unterirdische Schriften). Für die Keimungen trug sie Farbe auf Papier auf und impfte es mit einem Parasiten. Durch die Intervention des Parasiten veränderte sich die Farbe mit der Zeit und das Werk wurde so ein Symbol für das Leben. Für die unterirdischen Schriften wählte sie lange Leinwandstreifen, tauchte sie in Pigmente, faltete sie und vergrub sie in Erde. Dadurch kam es zu Mazeration und Verbrennungen. Es entstanden gedämpfte und erdige Farben.

## Auszeichnungen (Auswahl)
- 2016: premio BreraBicocca, Universität Mailand-Bicocca[2]
- 2021: Premio Arte „Sostantivo Femminile“, Galleria Nazionale d’Arte Moderna, Rom[3]

## Ausstellungen (Auswahl)

### Einzelausstellungen
- 1970, 1976, 1977, 1981: Galleria Martano, Turin[2]
- 1974: Centre d'initiatives artistiques du Mirail (La Fabrique), Toulouse[1]
- 1976: Il Brandale, Savona[1]
- 1976: Centro Sei Arte Contemporanea, Bari[1]
- 1976, 1977, 1981: Galleria Martano, Turin[1]
- 1977: Galerie d'Art Actuel, Knokke, Belgien[10]
- 1978: Internationales Kulturzentrum, Antwerpen[1]
- 1978: Der Zauber der Farbe, Galerie für Moderne Kunst von Grita Insam, Wien[1]
- 1979: Galeria 4 Venti, Palermo[10]
- 1980: Grifone Arte, Messina[1]
- 1983: Con il giallo curcuma, Studio G7, Bologna[10]
- 1985: Il Mercato del Sale, Mailand[1]
- 1986: XI. Quadriennale di Roma[11]
- 1987: Scenografia per il „Suono giallo“ di Kandinski[10]
- 1988: Serrone della Villa Reale, Musei Civici, Monza[1]
- 1990: Kulthuruset, Stockholm[1]
- 1992: Casa del Mantegna, Mantua
- 1992: Paesaggio con rovine, Gibellina[10]
- 1995: La Grande Scala – Teleri italiani e altri grandi formati di artisti contemporanei, Galleria di Arte Moderna e Contemporanea, Bergamo[3]
- 1999: XIII. Quadriennale di Roma[12]
- 2005: Borderline, University of San Diego, Kalifornien[4]
- 2007: Mestna Galerija in Nova Gorica und Umetnostna Galerija in Maribor, Slowenien[4]
- 2008: Nationales Kunstmuseum der Republik Belarus, Minsk[4]
- 2010: Nationale Universität Córdoba, Argentinien[4]
- 2011: Cromogrammi, Castello Aragonese, Ischia[6][13]
- 2014: Contaminazioni, Museo Diocesano Milano, Mailand[14]
- 2019: Kromo-Kronos, Museo del Novecento, Mailand[8]

### Gruppenausstellungen
- 1959: VIII. Quadriennale di Roma[15][16]
- 1973: Biennale von São Paulo[1]
- 1976: Internationaal Cultureel Centrum (I.C.C.), Antwerpen[4]
- 1979: Le stanze de gioco, Pinacoteca Civica, Ravenna
- 1979/80: Biënnale van de kritiek – Biennale de la critique in Antwerpen und Charleroi, Belgien
- 1981: 16. Biennale von São Paulo, Brasilien, kuratiert von Bruno Mantura[1]
- 1982: Biennale von Venedig, Italienischer Pavillon, kuratiert von Luciano Caramel[17]
- 1986: XI. Quadriennale di Roma[16]
- 1993: Transiti, Biennale von Venedig, kuratiert von Achille Bonito Oliva[17]
- 1995: Identità e differenze, Biennale von Venedig[17]
- 1998/99: XIII. Quadriennale di Roma[16]

- 2001: Art Woman 2001. Sguardi incrociati, Lecce
- 2005: Museo Municipal de Bellas Artes, Còrdoba, Argentinien
- 2008: Die erträgliche Leichtigkeit des Seins. Die Metapher des Raums, Begleitveranstaltung der 11. Architekturbiennale im Palazzo Pesaro Papafava, Venedig, kuratiert von Davide Di Maggio und Lóránd Hegyi[17]
- 2009: Fare mondi, Biennale von Venedig, Begleitveranstaltung Venezia salva – omaggio a Simone Weil, kuratiert von Vittoria Surian, Magazzini del Sale (Salzspeicher), Venedig[9]
- 2010: Oltre il giardino – un giardino globale, Begleitveranstaltung der 12. Architekturbiennale, Venedig[18]
- 2010/11: Cristo oggi 2010, Fano
- 2011: Artissima 18, Internazionale d'Arte Contemporanea – Back to the Future, Turin
- 2012: Scogliera viva – XVI ed, Premio Internazionale di scultura all’aperto, Caorle
- 2012/13: Women's Roundabout, Artiscope Gallery, Brüssel
- 2013: Io Klimt, Gubbio
- 2016: La torre di Babele, Galleria Open Art, Prato[18]
- 2017/18: Kunst Heilt Medizin – Zehn Werke, Graz, Österreich[19]
- 2018: Vita, morte, miracoli – L'arte della longevità, Museo d'Arte Contemporanea Villa Croce, Genua
- 2019/20: Libere tutte, Casa Testori, Novate Milanese
- 2020: La face autre de l'autre face, Musée Urbain-Chabrol (MUC), Villefranche-de-Rouergue, Frankreich
- 2020/21: Io dico Io – I say I, Galleria Nazionale d’Arte Moderna, Rom[20]
- 2021/22: Nulla è perduto. Arte e materia in trasformazione, Galleria di Arte Moderna e Contemporanea (GAMeC), Bergamo
- 2022: Attraverso l'arte. La galleria Il Gabbiano, Centro Arte Moderna e Contemporanea (CAMeC), La Spezia[21]

## Werke

### Kunstwerke
Boeros Werke sind unter anderem vertreten in den Sammlungen der Galleria d'Arte Moderna (GAM) in Turin, des Museo d'Arte Moderna (Gibellina), der Musei Civici (Monza), des Musée d’art moderne de la Ville de Paris, der Galerie für Moderne Kunst von Grita Insam (Wien) oder des Museums van Hedendaagse Kunst Antwerpen (MHKA).

### Monografien
Boero hat folgende Bücher herausgegeben:
- Alfabeto. Edizioni Martano, Turin 1978.
- Journal. 1982.
- Ventisettesimi. Edizione Martano, Turin 1973.
- Cromolibro. Edizioni Synergon, Brüssel 1986.

- Pierangela Rossi Sala: La cucina del senso. Arte tra linguaggio e realtà. Martano, Turin 1978, OCLC 499301126.
- Achille Bonito Oliva: Il tallone di Achille, sull'arte contemporanea. Feltrinelli, Mailand 1988, ISBN 978-88-07-10098-7.
- Fondazione Istituto Gramsci Ligure (Hrsg.): Dall'archivio degli artisti liguri contemporanei. Genova 1988, OCLC 887036694.
- Paolo Fossati: Renata Boero. Essegi, Ravenna 1997, ISBN 978-88-7189-232-0.
- Paolo Fossati, Charles Carrère: Africa - immagini di Renata Boero. Eidos, 1999, ISBN 978-88-98997-24-4.
- Martina Corgnati: Artiste. Dall'impressionismo al nuovo millennio. Bruno Mondadori, 2004, ISBN 978-88-424-9375-4.
- Marilena Pasquali: Renata Boero. Cambi, Poggibonsi 2011, ISBN 978-88-6403-099-9 (italienisch, englisch).
- Arturo Carlo Quintavalle: Fuoco nero. Materia e struttura attorno e dopo Burri. Skira, 2014, ISBN 978-88-572-2204-2.

### Kataloge
- Paolo Biscottini: Renata Boero. Katalog der Ausstellung in den Musei civici, Monza, vom 27. November 1989 bis 21. Januar 1990. 24 Ore Cultura, 1989, ISBN 978-88-7179-001-5.
- Boero. In: Musei Civici di Monza (Hrsg.): Katalog der Ausstellung in den Musei Civici, Serrone della Villa Reale di Monza, 27. November 1989 bis 21. Januar 1990. Federico Motta Editore, Mailand 1989, ISBN 978-88-7179-001-5.
- Vittorio Fagone: La Grande scala. Teleri italiani e altri grandi formati di artisti contemporanei. Katalog der Ausstellung in der Galleria d'Arte Moderna e Contemporanea Bergamo. 1995, S. 24.
- Raffaele Morelli: Renata Boero: Cromogrammi. Katalog der Ausstellung in Sarzana 2007. Cardelli & Fontana, Sarzana 2007.
- Marilena Pasquali: Renata Boero. Katalog der Ausstellung in der Galleria in Cattedrale al Castello Aragonese di Ischia 2011. Carlo Cambi editore, Poggibonsi 2011, ISBN 978-88-6403-099-9.
- Women's roundabout: Delphine Boël, Renata Boero, Patrizia Bonanzinga, Martine Canneel, Anne De Bodt, Hélène De Gottal, Edith de Vries, Eva Fuka, Shirley Kaneda, Patrizia Kinard, Noelle Koning, Barbara & M.Leisgen, Donna Moylan, Angelika Platen, Anne & P.Poirier, Judy Rifka, Sylvie Ronflette, Lucia Sammarco Pennetier, Miriam Schapiro, Karen Shaw, Reesey Shaw, Tapta, Arlette Vermeiren. Katalog der Ausstellung Artiscope vom 20. Oktober 2012 bis 20. Januar 2013 in Brüssel. In: Artiscope. Brüssel 2013, OCLC 1222647698.
- Paolo Biscottini, Francesco Tedeschi, Arturo Carlo Quintavalle, Maria Concetta Sala, Giuseppe Marcenaro, Elio Carmi, Mario Canepa: Contaminazioni. Museo Diocesano Milano, 2014.
- Daria Carmi, Franco La Cecla: Inclusioni. Ausstellungskatalog. Sinagoga e Museo Ebraico, Casale Monferrato (AL) 2015.
- Tenzing Barshee, Camila McHugh: Renata Boero at Federico Vavassori. 2020.
- Michele D’Aurizio: Renata Boero. Catalogo Mostra Nulla è perduto. Arte e materia in trasformazione. GAMeC, Bergamo 2021.

### Lexika
- Boero, Renata. In: Dizionario illustrato dei pittori, disegnatori e incisori italiani moderni e contemporanei. 1 (Aa-Cau). Patuzzi, Mailand 1970.
- Boero, Renata. In: Bolaffi internationaler Katalog moderner Kunst. Band 19, 1983.
- Boero, Renata. In: Catalogo dell'arte moderna italiana. Band 24, 1988, ISSN 1971-5544.
- Boero, Renata. In: Beringheli. 1991.
- Raffaella Beccaro: Boero, Renata. In: Allgemeines Künstlerlexikon. Die Bildenden Künstler aller Zeiten und Völker (AKL). Band 12, Saur, München u. a. 1995, ISBN 3-598-22752-3, S. 187.